# 봉작고사리
봉작고사리는 비고사리과 또는 봉의꼬리과에 속하는 양치식물의 한 종이다.

## 명칭 및 분류
봉작고사리의 학명은 Adiantum capillus-veneris L.이다. 종명은 비너스의 머리털이라는 의미인데, 프랑스어 일반명 Capillaire cheveux de Vénus, 독일어 일반명 Frauenhaarfarn, 영어 일반명 maidenhair fern 등은 모두 비슷한 의미를 담고 있다.
고사리를 포함한 양치식물의 분류 체계는 근래에 계통발생학적 연구들이 새롭게 이루어짐에 따라 많은 변동이 있었다. 이런 최근 연구결과에 따르면 봉작고사리는 국가생물종지식정보시스템이 비고사리과 (Lindsaeaceae)로 제시하고 있는 것과는 달리 봉의꼬리과에 속하는 일엽아재비아과(Vittarioideae)에 속하는 것으로 제안되고 있다.

## 분포 및 생육조건
열대에서 난대지방에 걸쳐 번성하며 한국에도 자생한다. 주로 물기가 많고 그늘진 곳에서 자란다.

## 형태
다년생의 상록 초본이다. 높이는 15-30cm 가량으로 자란다. 잎은 뿌리줄기로부터 무리지어 자라나며 밝은 녹색을 띈 여러 개의 우상 복엽으로 갈라진다. 잎 줄기는 검거나 흑갈색을 띈다. 봄부터 여름에 걸쳐 잎 뒷면 가장자리의 포자낭에서 포자를 형성하며 바람에 의해 흩어진다.

## 이용
봉작고사리는 기름, flavonoid, 당류 및 tannin 등을 함유한다.
봉작고사리는 가래와 기침의 진정 작용이 있어 동서양을 막론하고 전통적으로 만성기관지염에 사용되었다. 끓여 음료로 만들거나 술에 담가서 복용한다.
유럽에서는 문학작품에서도 볼 수 있듯이 약용 외에 일상 음료에도 사용되었으며, 18-19세기에는 카필레르 시럽을 우유나 차나 커피 혹은 초컬릿에 첨가하여 마시는 것이 많이 유행했다.